# Feuilleton
Feuilleton (från franskans feuillet, "blad") är en internationellt använd term som avser en tidnings eller tidskrifts kulturdel i vid bemärkelse.
Den franska termen feuilleton myntades 1800 av Julien Louis Geoffroy och Louis-François Bertin, redaktörer för Journal des débats. Den  användes ursprungligen om en slags bilaga till den politiska delen av franska tidningar, bestående huvudsakligen av icke-politiska nyheter och skvaller, litteratur- och konstkritik, en krönika i senaste modet, epigram och olika litterära bagateller. Det är även i betydelsen av "kultursektion" som ordet används i ett stort antal språk än idag.
Det svenska ordet följetong är en folketymologi baserad på feuilleton, men avser istället en fortsättningsberättelse.